# Sir Andrew Marbot
Pour les articles homonymes, voir Marbot.
Sir Andrew Marbot est un ouvrage de Wolfgang Hildesheimer paru en 1981, traduit en français en 1984. Se présentant comme la biographie d'un certain Andrew Marbot, critique d'art oublié du début du XIXe siècle, ce document est une œuvre de fiction que beaucoup de ses lecteurs et de ses critiques reçurent comme un véritable essai historique, notamment faute d'un paratexte le présentant comme fictionnel et son auteur étant alors déjà connu comme biographe de Wolfgang Amadeus Mozart.
Le texte est aujourd'hui étudié comme un canular littéraire qui se retourna peut-être partiellement contre son auteur : la New York Review of Books en fit le compte-rendu en prétendant croire à l'existence passée de Marbot, ce qui poussa Hildesheimer à signaler son caractère inventé. Quoi qu'il en soit, l'ouvrage a été étudié par de nombreux auteurs s'interrogeant sur la fiction, parmi lesquels Gérard Genette, Doritt Cohn et Jean-Marie Schaeffer.